# Nicrophorus argutor
Nicrophorus argutor (лат.) — вид жуков-мертвоедов из подсемейства могильщиков.

## Описание
Длина тела 15-24 мм. Булава усиков двухцветная — вершинные членики рыжего цвета. Переднеспинка сильно расширенная, особенно у самцов. Надкрылья чёрного цвета с двумя красными перевязями. Надкрылья сверху лишены опушения, но плечи и задние углы надкрылий покрыты короткими чёрными волосками. Эпиплевры надкрылий близ оснований полностью пересекаются широкой черной полоской, оставляющей спереди только небольшое жёлтое пятно. Иногда данное пятно является еле заметным. Заднегрудь в своей середине почти лишена волосяного покрова, имеет бахромку из волосков жёлтого цвета по заднему краю. Волоски по бокам заднегруди серебристого цвета. Брюшко покрыто чёрными волосками. Задние голени прямые.

## Ареал
Сибирь, Восточный Казахстан, Монголия, Китай.

## Биология
Жуки являются некрофагами: питаются падалью как на стадии имаго, так и на личиночной стадии. Жуки закапывают трупы мелких животных в почву и проявляют развитую заботу о потомстве — личинках, подготавливая для них питательный субстрат. Из отложенных яиц выходят личинки с 6 малоразвитыми ногами и группами из 6 глазков с каждой стороны. Интересной особенностью является забота о потомстве: хотя личинки способны питаться самостоятельно, родители растворяют пищеварительными ферментами ткани трупа, готовя для них питательный «бульон».